# Waiting for the Sun
| Recensione                        | Giudizio                        |
| --------------------------------- | ------------------------------- |
| AllMusic                          | [ 6 ]                           |
| The New Rolling Stone Album Guide | [ 7 ]                           |
| Sputnikmusic                      | 4.0 (Excellent)                 |
| Piero Scaruffi                    | [ 9 ]                           |
| Pop Matters                       | [ 10 ]                          |
| OndaRock                          | (Disco consigliato da OndaRock) |

Waiting for the Sun è il terzo album discografico dei Doors, pubblicato nel 1968.

## Descrizione
(Jim Morrison)

Il disco prende il titolo da un brano che però alla fine venne scartato in quanto ritenuto ancora non pronto e che venne pubblicato infine due anni dopo, nell'album Morrison Hotel. La lunga traccia Celebration of the Lizard avrebbe dovuto occupare l'intera seconda facciata dell'album ma il gruppo non riuscì mai a registrare una versione completa e convincente dell'intera composizione e sull'album rimase solo il frammento intitolato Not to Touch the Earth (il brano fu pubblicato in versione quasi completa solo in una versione dal vivo nell'album Absolutely Live del 1970). Vennero ripresi due brani i cui demo risalivano al 1965, Hello, I Love You e Summer's Almost Gone. Questo album segnò anche il passaggio di Ray Manzarek da una tastiera Vox Continental a una Gibson G-101, l'organo con il quale suonò spesso dal vivo nei concerti di quel periodo. Celebration of the Lizard e due take iniziali di Not to Touch the Earth sono state incluse come bonus tracks nella ristampa pubblicata in occasione del 40º anniversario del disco. La foto di copertina è stata scattata da Paul Ferrara nel sobborgo di Laurel Canyon.

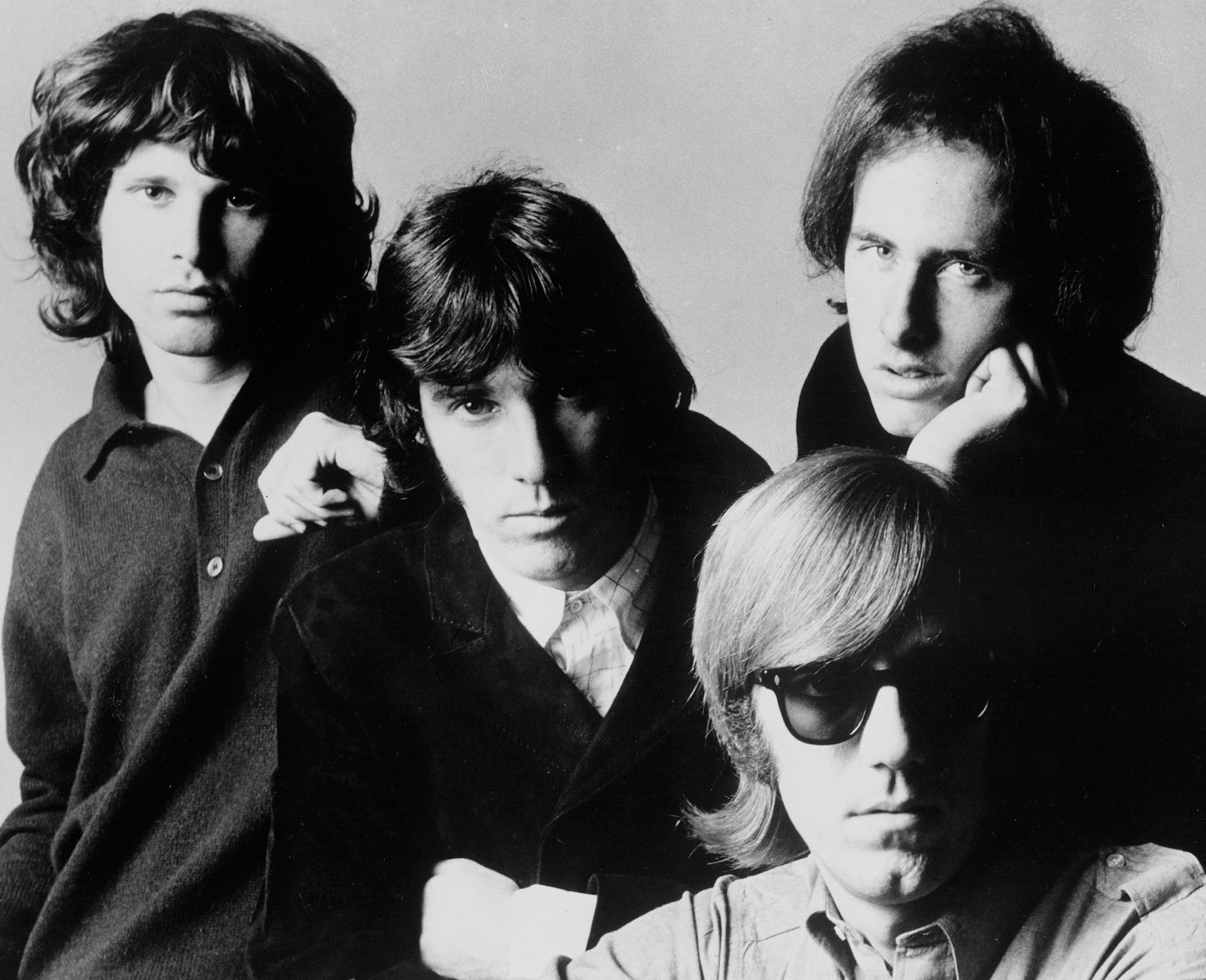
The Doors, 1968

## Accoglienza
È l'unico dell'intera discografia del gruppo ad aver raggiunto la prima posizione nelle classifiche statunitensi Billboard 200 per quattro settimane e in quelle francesi e la terza posizione in quella canadese mentre il singolo Hello, I Love You raggiunse la prima posizione in quella statunitense dei singoli per due settimane vincendo il disco d'oro; l'album riscosse un buon successo di vendite anche in Gran Bretagna dove raggiunse la posizione numero 16 in classifica, guadagnandosi il disco d'oro e successivamente quello di platino. L'album ha venduto circa 7 milioni di copie in tutto il mondo.
Sebbene si tratti di un album liricamente forte e che contiene alcuni brani rilevanti come la minacciosa Five to One, l'antimilitarista The Unknown Soldier e l'evocativa Spanish Caravan, musicalmente il disco è stato spesso criticato per il suo sound "soft-rock", ammorbidito rispetto ai primi due album della Band.

## Tracce
Lato A
Testi e musiche di Jim Morrison, Robby Krieger, Ray Manzarek e John Densmore.
1. Hello, I Love You – 2:22
2. Love Street – 3:06
3. Not to Touch the Earth – 3:54
4. Summer's Almost Gone – 3:20
5. Wintertime Love – 1:52
6. The Unknown Soldier – 3:10

Lato B
Testi e musiche di Jim Morrison, Robby Krieger, Ray Manzarek e John Densmore.
1. Spanish Caravan – 2:58
2. My Wild Love – 2:50
3. We Could Be So Good Together – 2:20
4. Yes, the River Knows – 2:35
5. Five to One – 4:22

Edizione CD del 2007 (40º anniversario, riedizione rimasterizzata con bonus), pubblicato dalla Elektra Records (R2 101191)
Testi e musiche di Jim Morrison, Robby Krieger, Ray Manzarek e John Densmore, eccetto dove indicato.
1. Hello, I Love You – 2:40
2. Love Street – 2:56
3. Not to Touch the Earth – 4:00
4. Summer's Almost Gone – 3:22
5. Wintertime Love – 1:56
6. The Unknown Soldier – 3:26
7. Spanish Caravan – 3:02
8. My Wild Love – 3:01
9. We Could Be So Good Together – 2:23
10. Yes, the River Knows – 2:42
11. Five to One – 4:33
12. Albinoni's Adagio in G Minor – 4:32 (Tommaso Albinoni) – Bonus Track
13. Not to Touch the Earth – 0:43 – Bonus Track - Dialogue
14. Not to Touch the Earth – 3:59 – Bonus Track - Take 1
15. Not to Touch the Earth – 4:17 – Bonus Track - Take 2
16. Celebration of the Lizard – 17:09 – Bonus Track - An Experiment/Work in Progress

## Formazione
- Jim Morrison - voce
- Robby Krieger - chitarra
- Ray Manzarek - tastiera
- John Densmore - batteria
- Dough Lubahn - basso
- Leroy Vinegar - basso acustico in Spanish Caravan
- Kerry Magness - basso in Unknown Soldier

## Classifica
- Billboard Music Charts (Nord America)

### Album
| Anno | Chart      | Posizione |
| ---- | ---------- | --------- |
| 1968 | Pop Albums | 1         |

### Singoli
| Anno | Singolo                                            | Chart       | Posizione |
| ---- | -------------------------------------------------- | ----------- | --------- |
| 1968 | Hello, I Love You / Love Street                    | Pop Singles | 1         |
| 1968 | The Unknown Soldier / We Could Be So Good Together | Pop Singles | 39        |

## Curiosità
- Lo stesso brano Love Street parla di una strada presente nel sobborgo di Laurel Canyon, strada in cui visse per un certo periodo lo stesso Jim Morrison con la fidanzata Pamela Courson.